# Claudia Jordan
Claudia Jordan (Providence, 12 aprile 1973) è una conduttrice televisiva, conduttrice radiofonica ed ex modella statunitense.
Ex detentrice del titolo di vincitrice dei concorsi Miss Rhode Island Teen USA e Miss Rhode Island USA, Claudia Jordan è principalmente conosciuta in quanto ex valletta del celebre quiz della CBS The Price Is Right dal 2001 al 2003, esperienza che in seguito le ha permesso di lavorare nella trasmissione in prima serata Deal or No Deal. In seguito ha partecipato anche a Celebrity Apprentice.
Conduce settimanalmente il programma radiofonico The Claudia Jordan Show in onda su The Foxxhole ed ha condotto Miss Universo 2009. È inoltre comparsa in alcuni film, fra cui S1m0ne, Nora's Hair Salon e Middle Men.